# Andreas Tilp
Andreas Werner Tilp (* 24. März 1963 in Plochingen; † 1. April 2021 nahe Tübingen) war ein deutscher Rechtsanwalt.

## Leben
Tilp wuchs in Ebersbach an der Fils auf. Ab dem Wintersemester 1985 studierte er Rechtswissenschaft an der Universität Tübingen. 1994 schloss er seine Referendarzeit in Baden-Württemberg mit dem zweiten Staatsexamen ab und gründete in Tübingen seine eigene Kanzlei, welche 1998 nach Kirchentellinsfurt umzog und seit 2011 unter TILP Rechtsanwaltsgesellschaft mbH firmiert. Die Kanzlei war von Anfang an auf Bank- und Kapitalmarktrecht spezialisiert und vertritt ausschließlich Anleger und Investoren. 2004 gründete er mit der TILP PLLC eine Anwaltskanzlei in New York, es folgten weitere in der Schweiz und in Funchal auf Madeira. Seit 2004 war Tilp zudem Dozent bei der Deutschen Anwaltakademie. Er nahm mehrfach als offiziell bestellter Sachverständiger an Anhörungen im Deutschen Bundestag, bei der EU-Kommission und von Regierungskommissionen teil, unter anderem bei der Reform des Kapitalanleger-Musterverfahrensgesetz (KapMuG) und beim AIFM-Umsetzungsgesetz.
Im Dezember 2006 urteilte der Bundesgerichtshof (BGH), dass Banken verpflichtet sind, Anleger über sogenannte Kick-backs zu informieren und Anlegern bei nicht hinreichender Information Schadensersatz zusteht. Tilp vertrat in diesem Prozess den klagenden Anleger. In einem weiteren Urteil entschied der BGH 2014, dass dem Kunden alle Provisionen offengelegt werden müssen.
Ab 2007 vertrat Tilp den Musterkläger im Verfahren gegen die Deutsche Telekom, der vorgeworfen wurde, im Rahmen ihres dritten Börsengangs der sogenannten T-Aktie im Jahr 2000 in Börsenprospekten fehlerhafte Informationen veröffentlicht zu haben. Nachdem das Oberlandesgericht Frankfurt im Mai 2012 den Prospekt noch gebilligt hatte, gab der Bundesgerichtshof im Oktober 2014 dem Musterkläger im zentralen Punkt Recht. Während des Verfahrens kritisierte Tilp das von ihm später mitreformierte KapMuG, da dieses weder die Masse von Einzelklagen verhindert, noch die Position der einzelnen Kläger verbessert habe.
Beim 2010 begonnenen Musterverfahren gegen die Hypo Real Estate wegen Bilanzmanipulation und Prospekthaftung vertrat Tilp ebenfalls den Musterkläger. Das Oberlandesgericht München entschied, dass im Börsenprospekt fehlerhafte Angaben verbreitet wurden und die Anleger nicht ausreichend über Verluste infolge der Wertpapierkrise in den USA informiert worden seien.
Im November 2014 beantragte Tilp, der bereits Vertreter zweier Porsche-Klagen einer Anleger-Institution war, ein Musterverfahren gegen die Porsche SE. Dieser wird vorgeworfen, in Bezug auf den Kauf von Aktien der Volkswagen AG mehrfach falsche Informationen verbreitet und damit Anleger geschädigt zu haben.
Im Zuge des VW-Abgasskandals vertrat Tilp vor dem Landgericht Braunschweig einen Anleger, der 20.000 Euro Schadensersatz von der Volkswagen AG fordert. Auch dieses Verfahren wurde zum Musterverfahren bestimmt.
Tilp war Mitglied der Deutsch-Amerikanischen Juristen-Vereinigung und von 2011 bis 2018 Stellvertretender Vorsitzender des DAV-Gesetzgebungsausschusses für Bank- und Kapitalmarktrecht. Von 1997 bis 2011 war er Mitherausgeber der Zeitschrift Verbraucher und Recht.
Tilp war verheiratet und hatte drei Kinder.
Andreas Tilp starb am 1. April 2021 in der Nähe seines Wohnorts Tübingen an einer Kopfverletzung, als er mit seinem Pedelec ohne Fremdeinwirkung von einem Waldweg abkam und einen Abhang hinabstürzte.

## Trivia
Während seines Studiums verlor Tilp bei kreditfinanzierten Spekulationsgeschäften am Schwarzen Montag, dem 19. Oktober 1987, mehr als 400.000 Mark, konnte sich aber erfolgreich dagegen wehren, die Schulden zurückzahlen zu müssen. Er selbst gab an, dadurch sein juristisches Fachgebiet gefunden zu haben.

## Schriften (Auswahl)
- Stefan Allmendinger, Andreas Tilp: Börsentermin- und Differenzgeschäfte: Unverbindlichkeit, Aufklärungspflichten. RWS Verlag, Köln 1998, ISBN 3-8145-0287-6.